# St-Pierre (Écurat)

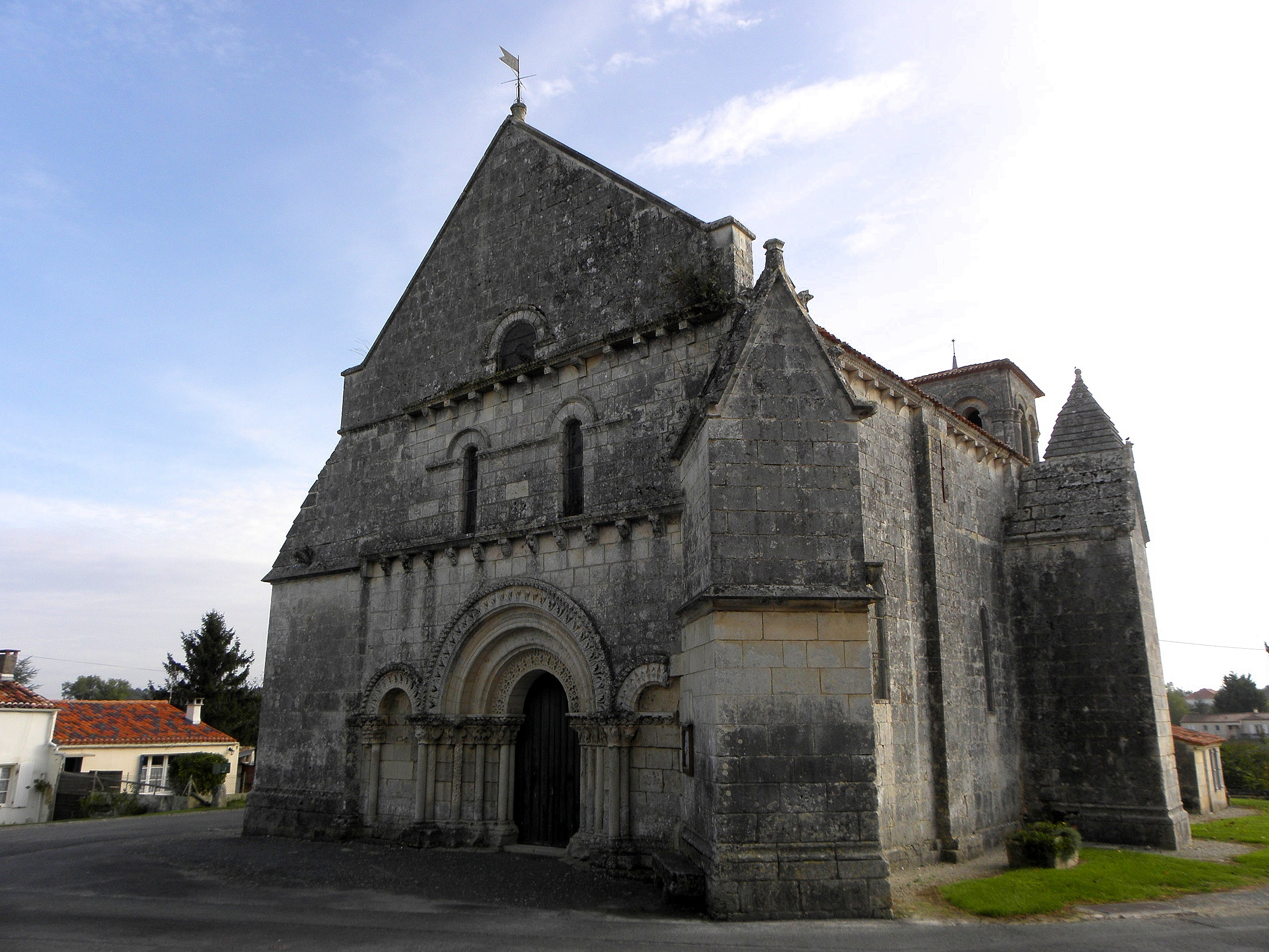
Écurat, Kirche St-Pierre

Die römisch-katholische Pfarrkirche St-Pierre befindet sich Écurat im Département Charente-Maritime in Frankreich. Sie ist seit dem Jahr 1910 als Monument historique klassifiziert.

## Geschichte
Die Pfarrkirche Saint-Pierre ist, mit Ausnahme der im 15. Jahrhundert zur Stabilisierung der Außenwände des einschiffigen Bauwerks hinzugefügten massiven Strebepfeiler, dem 12. Jahrhundert zuzurechnen und wurde im Stil der Romanik errichtet. Der im Gegensatz zur anschließenden Halbkreisapsis plastischer gestaltete quadratische Chorturm, der sich über dem Chorjoch erhebt und der als Glockenturm fungiert, hat doppelte Schallöffnungen nach allen vier Himmelsrichtungen. Der um ein fensterloses Joch nach Osten verlängerte Chorbereich mit einer in drei – nur durch Pfeilervorlagen voneinander getrennte – Segmente unterteilten Apsis ist weitgehend schmucklos gestaltet. 

Die in drei Ebenen unterteilte Westfassade der Kirche zeigt ein tympanonloses Archivoltenportal mit zwei niedrigeren seitlichen Blendportalen, so dass das Erdgeschoss insgesamt an einen antiken Triumphbogen erinnert; die Bogenläufe aller drei Portale sind mit abstrakt-geometrischen Ornamenten geschmückt. Der rechtsseitige Blendbogen ist von einem eckständigen Strebepfeiler des 15. Jahrhunderts überschnitten; auch auf der linken Seite wurde ein Strebepfeiler angefügt – allerdings in der Bauflucht. Über einem figürlichen Konsolenfries, der u. a. eine Eule zeigt, findet sich eine Zone mit zwei schmalen Fenstern; ein weiteres Fenster findet sich im dekorlosen Giebelfeld. Die ursprüngliche Breite der Fassade lässt sich an den Giebelseiten ablesen. Das einschiffige und mit einem handwerklich sauber ausgeführten Mauerwerk versehene Kircheninnere ist von hohen seitlichen Blendbögen gekennzeichnet und von einem angespitzten Tonnengewölbe mit Gurtbogenunterzügen bedeckt. Die Kapitelle der seitlichen Halbsäulenvorlagen tragen – ebenso wie das umlaufende Gesims – ein schönes vegetabilisches Dekor; die Blendbögen ruhen lediglich auf Kämpferplatten. Die insgesamt kleiner dimensionierte Apsis wird von einem hohen Chorbogen eingefasst; zu beiden Seiten des Bogens stehen zwei weitere Altäre. 

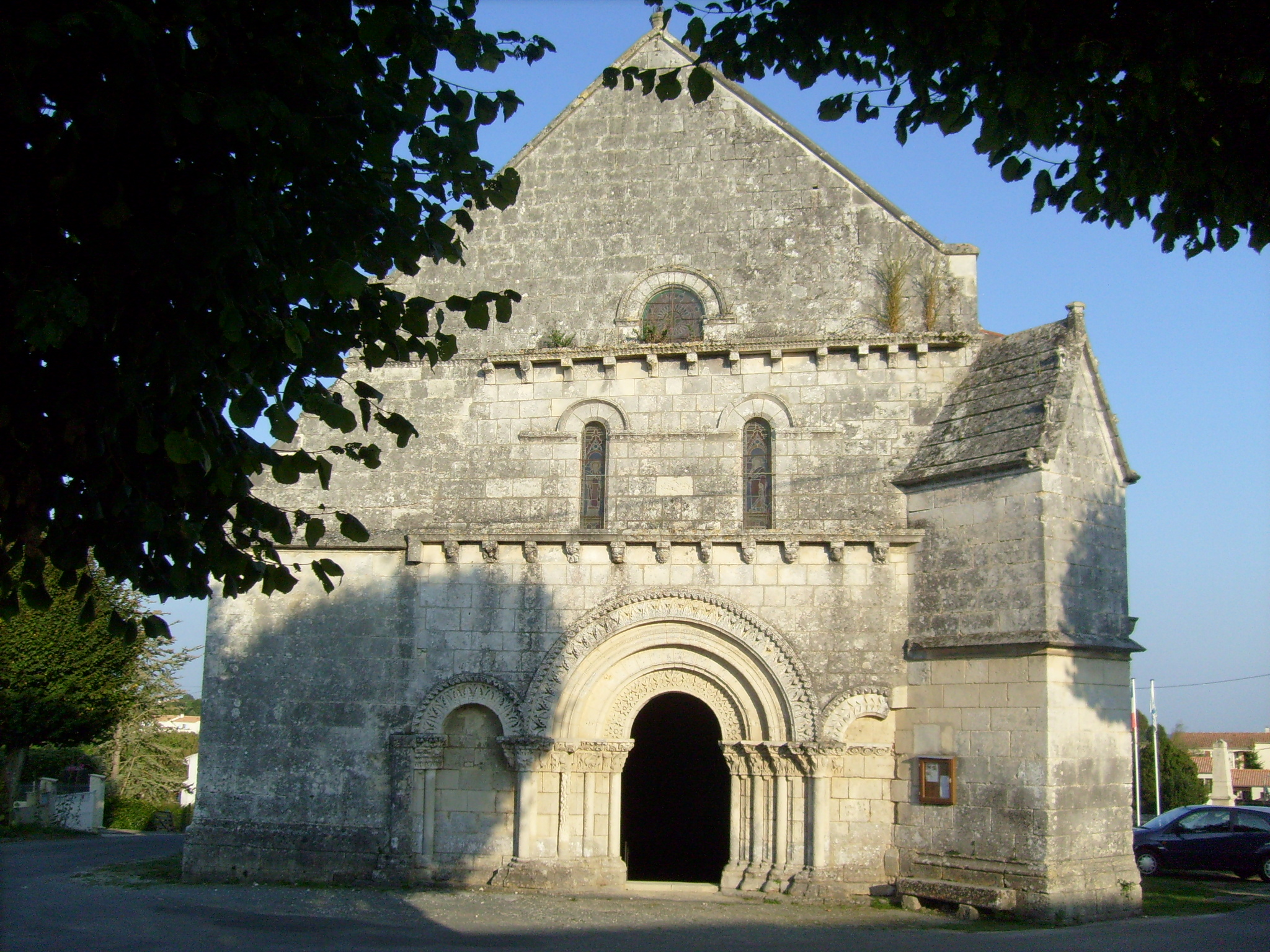
Kirche Saint-Pierre (Westen)
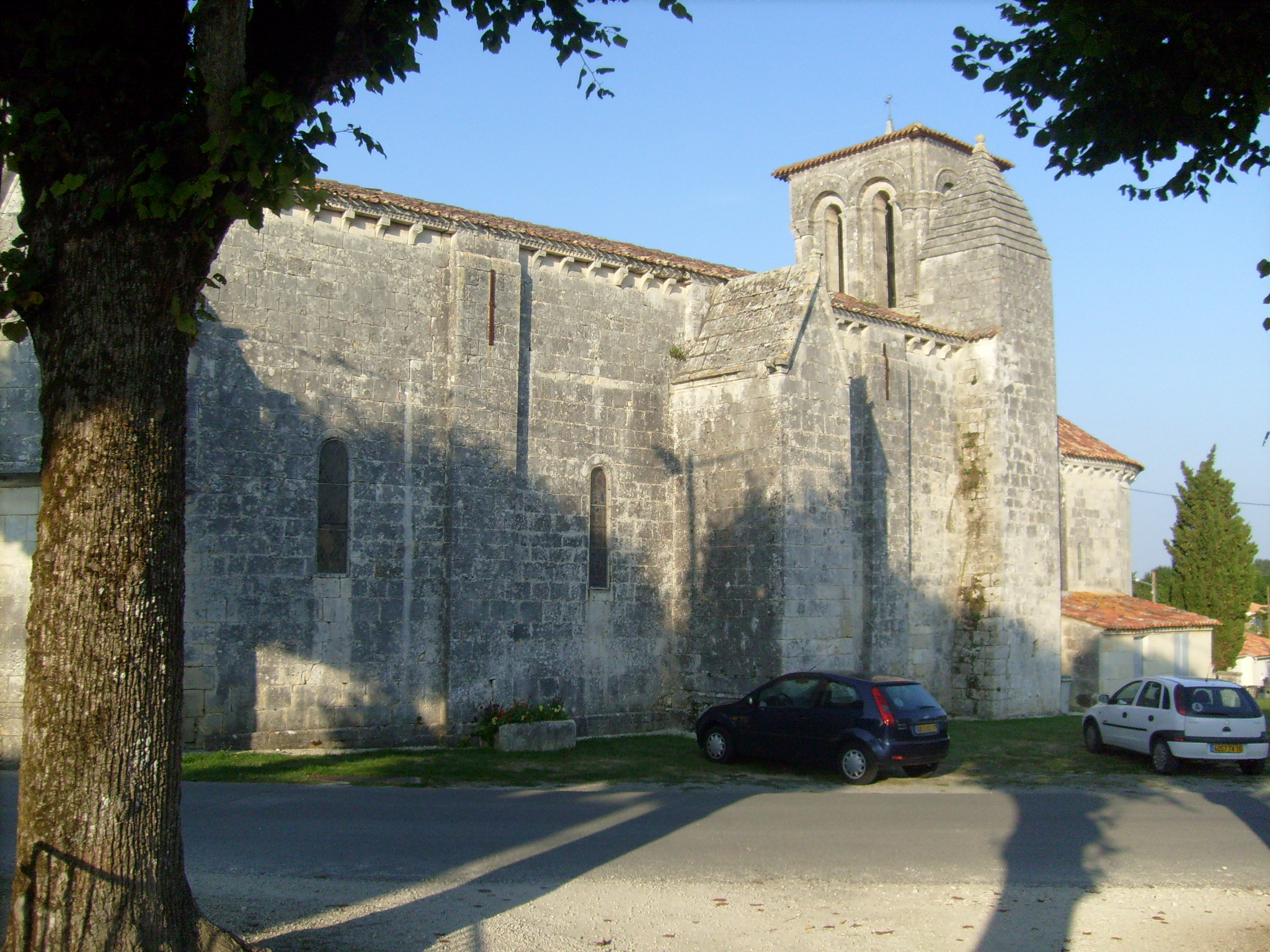
Kirche Saint-Pierre (Südseite)
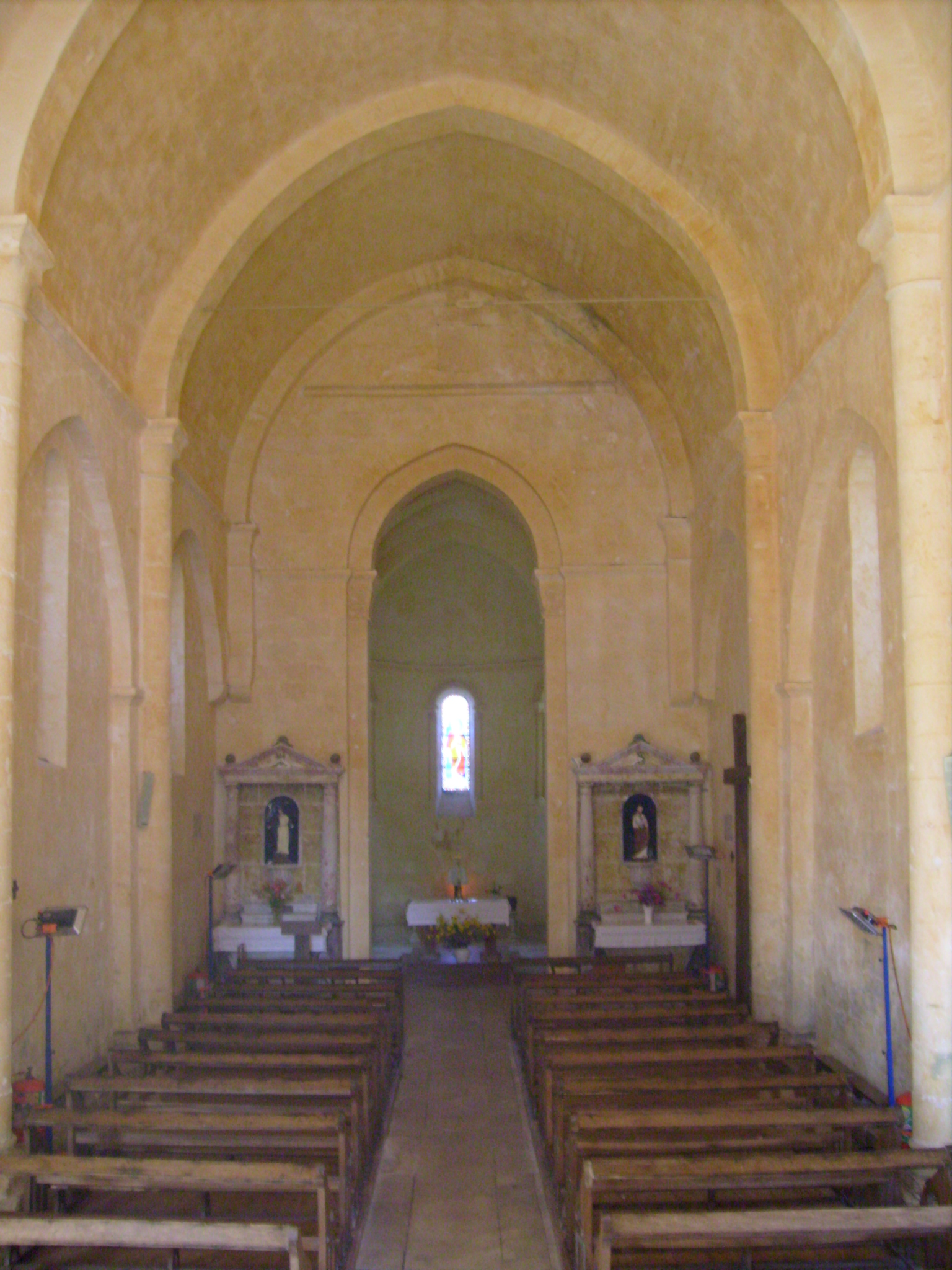
Kircheninneres (−> Osten)
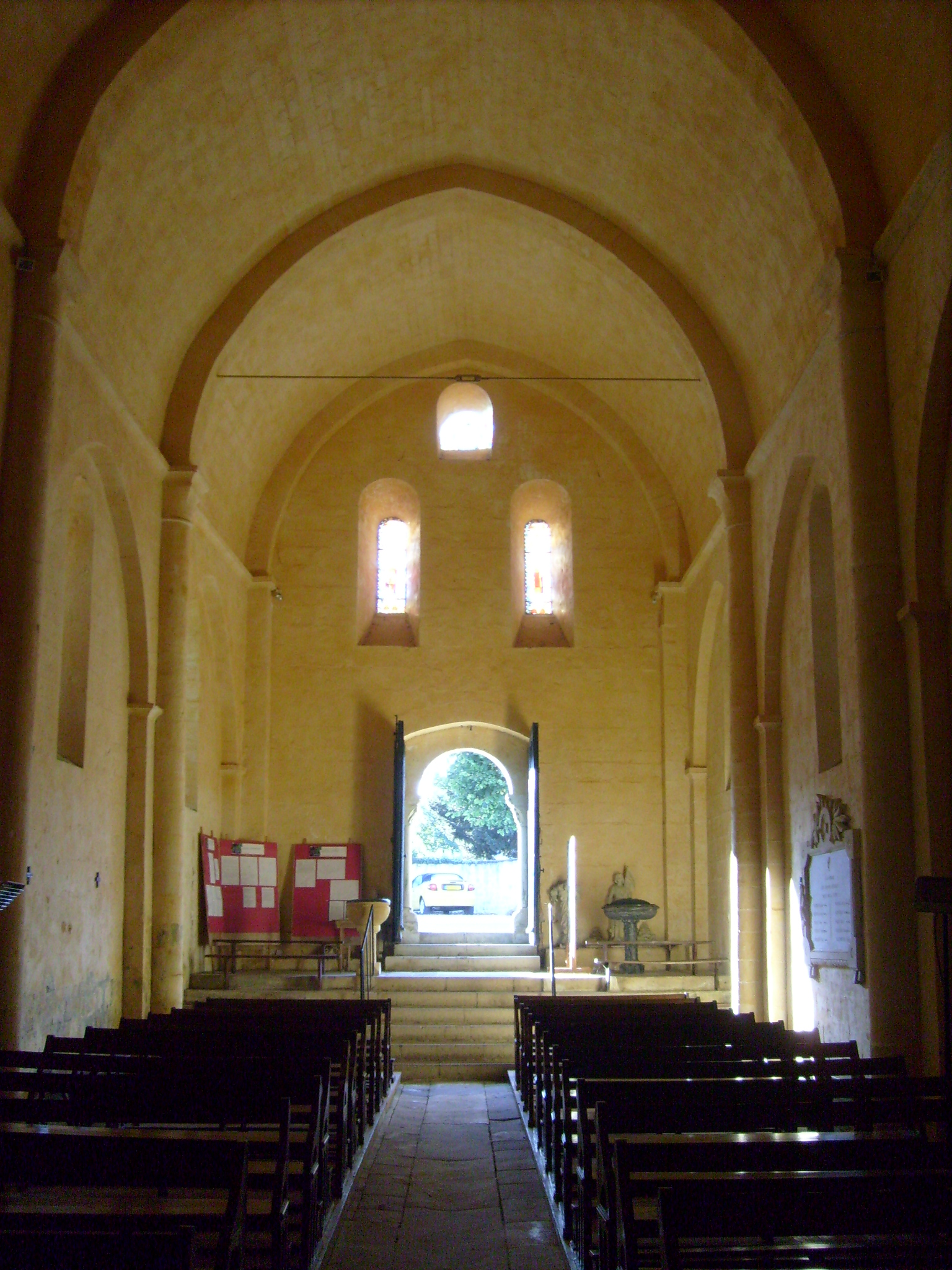
Kircheninneres (−> Westen)